# Шишићи (Котор)
Шишићи је насеље у општини Котор у Црној Гори. Према попису из 2003. било је 94 становника (према попису из 1991. било је 66 становника). Село се налази у области Грбаљ.
МАНАСТИРИ И ЦРКВЕ
Црква Св. Ђорђа - Задужбина братства Шовран
Црква Св. Ђорђа налази се на Шовран брегу, у центру братства Шовран. Са северне и западне стране је огранак Јоковић, а са јужне Ђуровић. По положају је на правцу исток – олтар, западне – прочеље са улазним вратима, како је то и обичај код православних цркава.
Црква припада архаичном типу малих сакралних грађевина, које су типичне XVII век у нашим јужним крајевима. Зидана притесаним квадрима кречњака у хоризонталним редовима, има засведен једнобродни наос са апсидом и припрату која је била покривена дрвеном таваницом. У унутрашњости је дуга 4,05 м, широка 2,70 м, а висока 3,30 м. Припрата има неправилан облик: јужни јој је зид 2,66 м, северни 2,98 м, западни 2,77, а источни 2,70 м, и сад је раскривена. Наос има потпорни лук широк 0,36м, а на висини од 1,78 м грубо профилисан камени венац, (ПМБ,17).
По својој прилици зидали су је локални мајстори, те су јој уочљиве одлике сеоске стамбене архитектуре. То се пре свега односи на несразмерно дебеле зидове (између 75 и 78 цм), на несиметрично распоређене отворе (прозоре) који се према спољној страни сужавају тако да попримају изглед пушкарнице, као и по банку за седење („пижуо“) који је призидан око скоро читаве грађевине, (РВБ).
Сава Петровић Његош пише млетачком провидуру 1745.г. да су Грбљани Шишићи нанијели зло Мирчанима.

## Демографија
У насељу Шишићи живи 78 пунолетних становника, а просечна старост становништва износи 43,6 година (42,1 код мушкараца и 45,1 код жена). У насељу има 27 домаћинстава, а просечан број чланова по домаћинству је 3,48.
Ово насеље је углавном насељено Србима (према попису из 2003. године).
|  |

| Демографија | Демографија | Демографија |
| Година      | Становника  | Становника  |
| ----------- | ----------- | ----------- |
|             |             |             |
|             |             |             |
|             |             |             |
|             |             |             |
| 1948.       | 373         |             |
| 1953.       | 369         |             |
| 1961.       | 364         |             |
| 1971.       | 338         |             |
| 1981.       | 252         |             |
| 1991.       | 66          | 66          |
| 2003.       | 94          | 94          |
|             |             |             |

| Етнички састав према попису из 2003.‍ | Етнички састав према попису из 2003.‍ | Етнички састав према попису из 2003.‍ | Етнички састав према попису из 2003.‍ | Етнички састав према попису из 2003.‍ |
| ------------------------------------ | ------------------------------------ | ------------------------------------ | ------------------------------------ | ------------------------------------ |
|                                      |                                      |                                      |                                      |                                      |
| Срби                                 | Срби                                 |                                      | 67                                   | 71,27%                               |
| Црногорци                            | Црногорци                            |                                      | 16                                   | 17,02%                               |
| непознато                            | непознато                            |                                      | 0                                    | 0,0%                                 |

| Година пописа     | 1948. | 1953. | 1961. | 1971. | 1981. | 1991. | 2003. |
| ----------------- | ----- | ----- | ----- | ----- | ----- | ----- | ----- |
| Број домаћинстава | 92    | 89    | 83    | 81    | 53    | 22    | 27    |

| Број чланова      | 1  | 2 | 3  | 4 | 5 | 6 | 7 | 8 | 9 | 10 и више | Просек |
| ----------------- | -- | - | -- | - | - | - | - | - | - | --------- | ------ |
| Број домаћинстава | 27 | 3 | 10 | 2 | 5 | 3 | 2 | 0 | 1 | 0         | 1      |

| Пол    | Укупно | Неожењен/Неудата | Ожењен/Удата | Удовац/Удовица | Разведен/Разведена | Непознато |
| ------ | ------ | ---------------- | ------------ | -------------- | ------------------ | --------- |
| Мушки  | 39     | 13               | 24           | 1              | 1                  | 0         |
| Женски | 41     | 8                | 24           | 9              | 0                  | 0         |
| УКУПНО | 80     | 21               | 48           | 10             | 1                  | 0         |

| Пол    | Укупно                    | Пољопривреда, лов и шумарство | Рибарство                            | Вађење руде и камена | Прерађивачка индустрија       |
| ------ | ------------------------- | ----------------------------- | ------------------------------------ | -------------------- | ----------------------------- |
| Мушки  | 13                        | 1                             | 0                                    | 0                    | 0                             |
| Женски | 5                         | 1                             | 0                                    | 0                    | 0                             |
| УКУПНО | 18                        | 2                             | 0                                    | 0                    | 0                             |
| Пол    | Производња и снабдевање   | Грађевинарство                | Трговина                             | Хотели и ресторани   | Саобраћај, складиштење и везе |
| Мушки  | 1                         | 0                             | 3                                    | 0                    | 6                             |
| Женски | 0                         | 0                             | 1                                    | 2                    | 0                             |
| УКУПНО | 1                         | 0                             | 4                                    | 2                    | 6                             |
| Пол    | Финансијско посредовање   | Некретнине                    | Државна управа и одбрана             | Образовање           | Здравствени и социјални рад   |
| Мушки  | 0                         | 0                             | 0                                    | 1                    | 0                             |
| Женски | 0                         | 0                             | 0                                    | 0                    | 0                             |
| УКУПНО | 0                         | 0                             | 0                                    | 1                    | 0                             |
| Пол    | Остале услужне активности | Приватна домаћинства          | Екстериторијалне организације и тела | Непознато            | Непознато                     |
| Мушки  | 0                         | 0                             | 0                                    | 1                    | 1                             |
| Женски | 0                         | 0                             | 0                                    | 1                    | 1                             |
| УКУПНО | 0                         | 0                             | 0                                    | 2                    | 2                             |